# Dorfkirche Laußig

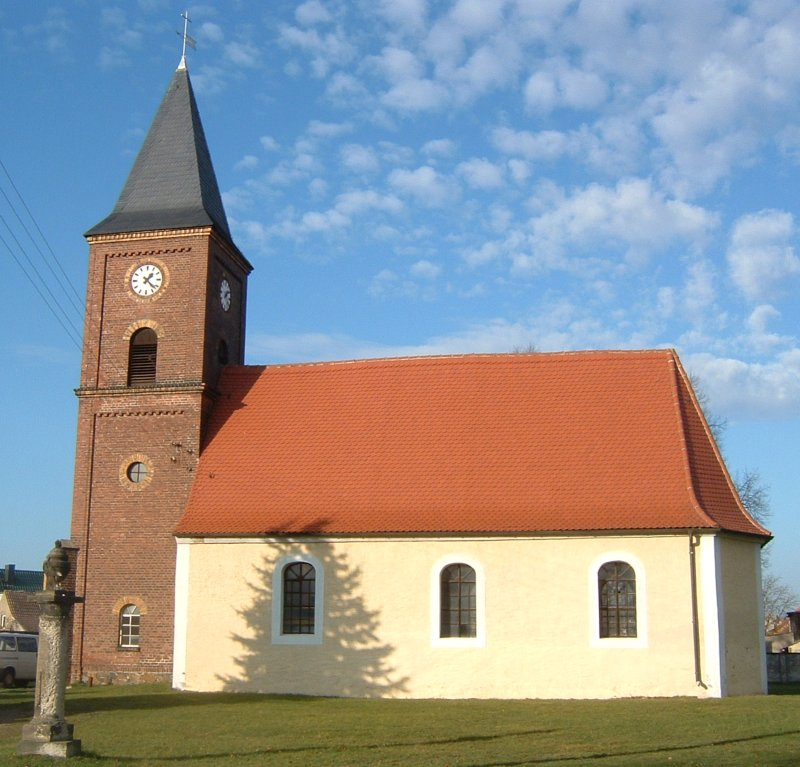
Dorfkirche Laußig

Die Dorfkirche Laußig befindet sich in der Gemeinde Laußig (Landkreis Nordsachsen im Freistaat Sachsen) und ist ein Kirchengebäude der Evangelischen Kirche in Mitteldeutschland. Im örtlichen Denkmalverzeichnis ist das Bauwerk unter der Erfassungsnummer 08974089 verzeichnet.

## Baubeschreibung und Geschichte

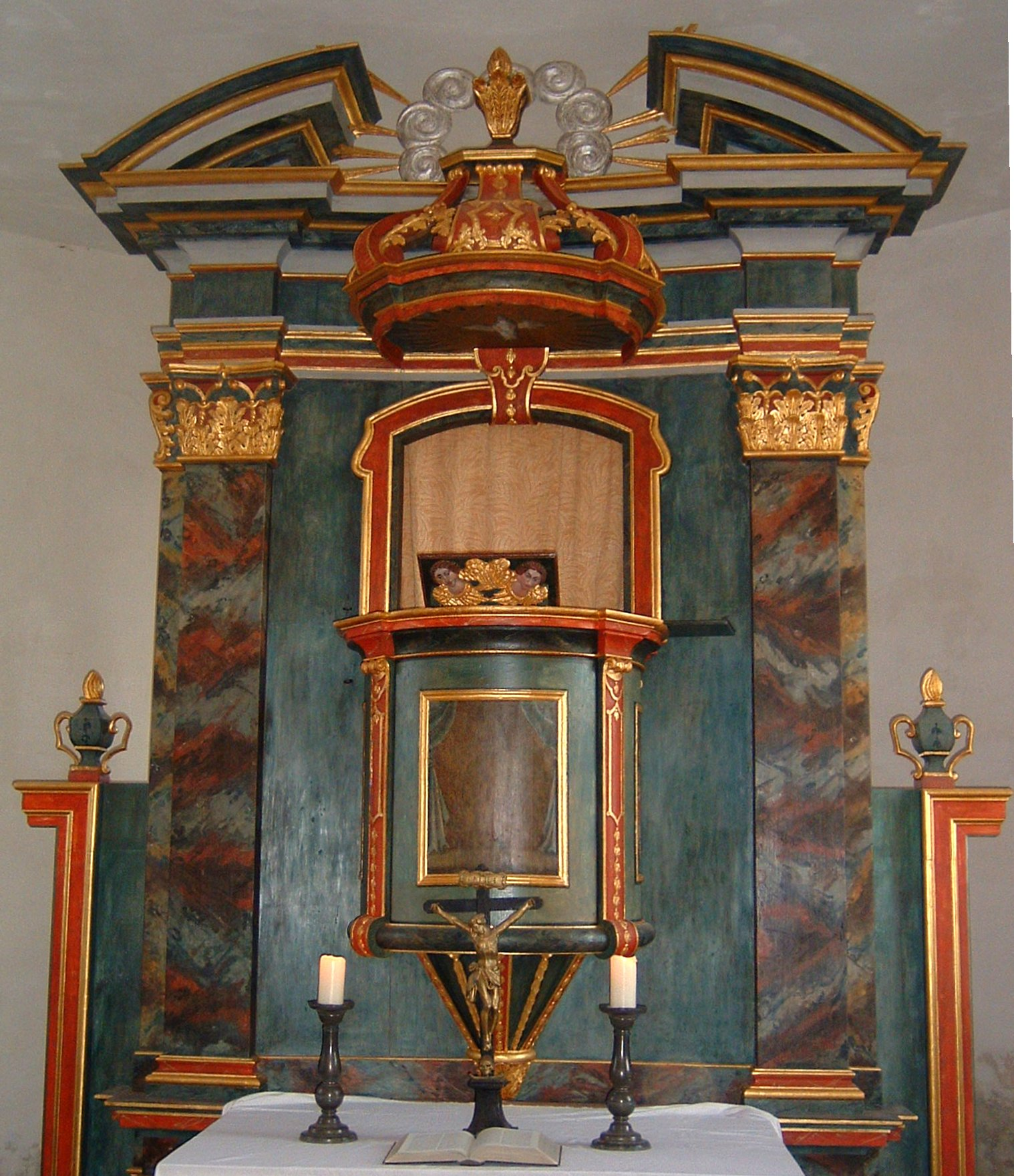
Altar

Die Kirche im urkundlich erstmals im Jahre 1283 erwähnten Laußig wird vom Baustil her den Stilrichtungen Romanik, Gotik, Barock und Historismus zugeordnet. Dabei handelt es sich um einen verputzten Back- und Bruchsteinbau mit dreiseitigem Ostschluss. Im Kern ist das Bauwerk ein spätromanischer Saalbau aus dem 13. Jahrhundert. Im Westen des mit einem Satteldach versehenen Kirchenschiffs befindet sich ein eingezogener Kirchturm mit nahezu quadratischem Grundriss und Zeltdach. Die Kirche erfuhr im Laufe der Jahrhunderte mehrere Umbauten, wogegen der  Turm erst gegen Ende des 19. Jahrhunderts entstand.
In den Jahren 1691 und 1692 erfolgte ein erster umfangreicher Umbau der Kirche. Dabei wurden die Umfassungswände erhöht, der Dachstuhl sowie auch der Kirchturm erneuert. 1751 erfuhr das Bauwerk weitere Umbauarbeiten, bei denen es unter anderem auch im Inneren erneuert und barock gestaltet wurde. Das ursprünglich an der Südseite gelegene Portal wurde nach Westen verlegt. Der hölzerne Kirchturm, der allerdings nur bis zur Mitte des 19. Jahrhunderts Bestand hatte, musste im Jahre 1858 nach schweren Sturmschäden abgerissen werden. Die Glocke erhielt ein Notdach neben der Kirche. 1898 erhielt die Kirche einen neuen Kirchturm, gleichzeitig fanden Sanierungsarbeiten im Inneren statt. Die alte Glocke wurde verkauft und zwei neue worden angeschafft.
Das Innere der Kirche ist flachgedeckt. Ausgestattet ist es mit Emporen und einem Kanzelaltar, welcher 1751 erbaut wurde. Die in der Kirche vorhandene Orgel von 1877 wurde vom Eilenburger Orgelbaumeister Nicolaus Schrickel (1820–1893) geschaffen. Sie besitzt einen rundbogengegliederten dreiteiligen Prospekt.
Jüngeren Datums sind die Glocken der Kirche, die sie im Jahre 1966 bekam und aus Stahlguss bestehen. Zuvor mussten die alten Glocken nach einem Blitzschlag, der Turm und Glocken schwer beschädigte, entfernt werden. Das Gestühl der Kirche wurde 2008 erneuert.
Die Kirche in Laußig gehört heute zum Pfarrbereich Sprotta im evangelischen Kirchenkreis Torgau-Delitzsch der Evangelischen Kirche in Mitteldeutschland. Neben Sprotta und Laußig zählen zum Pfarrbereich auch die Kirchen in Battaune, Doberschütz, Gruna, Laußig, Mörtitz, Paschwitz, Pristäblich, Strelln und Wöllnau.